# Zornella
Genre
Zornella est un genre d'araignées aranéomorphes de la famille des Linyphiidae.

## Distribution
Les espèces de ce genre se rencontrent en zone holarctique.

## Liste des espèces
Selon World Spider Catalog (version 16.5, 12/12/2015) :
- Zornella armata (Banks, 1906)
- Zornella cryptodon (Chamberlin, 1920)
- Zornella cultrigera (L. Koch, 1879)

## Publication originale
- Jackson, 1932 : Araneae and Opiliones. Results of the Oxford University Expedition to Lapland in 1930. Proceedings of the Zoological Society of London, vol. 1932, no 1, p. 97-112.